# Ебікон
Ебікон (нім. Ebikon) — місто  в Швейцарії в кантоні Люцерн, виборчий округ Люцерн-Ланд.

## Географія
Місто розташоване на відстані близько 70 км на схід від Берна, 5 км на північний схід від Люцерна.
Ебікон має площу 9,7 км², з яких на 33,4% дозволяється будівництво (житлове та будівництво доріг), 36,1% використовуються в сільськогосподарських цілях, 23,5% зайнято лісами, 7% не є продуктивними (річки, льодовики або гори).

## Демографія
2019 року в місті мешкало 13 849 осіб (+14,3% порівняно з 2010 роком), іноземців було 21,8%. Густота населення становила 1431 осіб/км².
За віковим діапазоном населення розподілялося таким чином: 19,9% — особи молодші 20 років, 61,8% — особи у віці 20—64 років, 18,3% — особи у віці 65 років та старші. Було 6012 помешкань (у середньому 2,3 особи в помешканні).
Із загальної кількості 7281 працюючого 49 було зайнятих в первинному секторі, 2289 — в обробній промисловості, 4943 — в галузі послуг.